# Järndivisionen
Järndivisionen, (Die Eiserne Division, die Eiserne Brigade), ett på frivillighetens grund i Baltikum i november 1918 uppställt tyskt militärförband. Förbandet organiserades av frivilliga ifrån den 8. tyska armén vid dess myteri och sammanbrott. Chef för Järndivisionen var majoren Bischoff. Förbandet var en reguljär tysk armédivision och lydde under den tyske militärbefälhavaren i området general greve Rüdiger von der Goltz och opererade i samverkan med Baltische Landeswehr.